# Mjoö (Kökar, Åland)
Mjoö med Mjoö kläppen är en ö i Åland (Finland). Den ligger i Skärgårdshavet och i kommunen Kökar i landskapet Åland, i den sydvästra delen av landet. Ön ligger omkring 60 kilometer öster om Mariehamn och omkring 220 kilometer väster om Helsingfors.
Öns area är 27,4 hektar och dess största längd är 0,9 kilometer i öst-västlig riktning. Ön höjer sig omkring 20 meter över havsytan.

## Delöar och uddar
- Mjoö 59°54′29″N 20°57′37″Ö / 59.90811°N 20.96027°Ö
- Mjoö kläppen 59°54′21″N 20°57′51″Ö / 59.9058°N 20.96415°Ö